# 7 vidas
 7 vidas (o Siete vidas) (1999 - 2006) va ser una sèrie de televisió espanyola, ambientada al Madrid de la mateixa època, pionera del gènere de la comèdia de situació o sitcom a Espanya. Durant uns anys va ser la sèrie més longeva en la història de la televisió espanyola però actualment aquest honor ha passat a ser d'Hospital Central, de la mateixa cadena: Telecinco.
Va començar a funcionar el 17 de gener de 1999, amb un curt elenc d'actors: Amparo Baró (Sole), Javier Cámara (Paco), Toni Cantó (David), Blanca Portillo (Carlota) i Paz Vega (Laura). El fil argumental que seguien els primers capítols era la miraculosa recuperació del personatge de Cantó després de 18 anys en coma i la seva integració en una societat que desconeixia per complet, però amb la marxa dels personatges originals es va passar a comptar només amb trames independents per a cada episodi, amb algunes excepcions.
Tot i no tenir uns resultats d'audiència espectaculars en els seus inicis, l'enorme èxit de crítica i, sobretot, la qualitat dels seus guions, va servir perquè la sèrie romangués 7 anys en antena, augmentant el seu seguiment cada temporada.
La sèrie va servir de trampolí per a actors com Javier Cámara o Paz Vega, i l'elenc va haver de renovar inevitablement. Així, des del 2000 fins al 2005 han passat per la sèrie els següents actors com "fixos": Gonzalo de Castro (Gonzalo), Guillermo Toledo (Richard), Pau Durà (Álex), Marina Gatell (Esther), Anabel Alonso (Diana), Carmen Machi (Aída), Florentino Fernández (Félix), Santi Millán (Sergio), Eva Santolaria (Vero), Santi Rodríguez (El frutero), Maria Pujalte (Mónica), Leandro Rivera (Pau), Cristina Peña (Irene) i Yolanda Ramos (Charo).
A més, a partir de 7 vidas es va crear una sèrie derivada: Aída, protagonitzada per Carmen Machi i que es va saldar amb un notable índex d'audiència.
Alguns dels guionistes de "7 vidas" han estat Nacho García Velilla, Antonio Sánchez, David Bermejo, David Sánchez, Esther Morales, Jordi Terradas, Enrique P. Barberà, Manel Nofuentes, Mario Montero, Marta Sánchez, Natxo López, Oriol Capel, Roberto Jiménez, Sonia Pastor, Ángel Martín, Raúl Díaz, Nando Abad, Julián Sastre, Francisco Arnal, Jorge Anes, Almudena Ocaña, Lele Morales, Alberto López i Daniel Moneder.
El 12 de març de 2006 es va celebrar el capítol número 200 després de 10 temporades en antena amb una emissió especial en directe en què va participar l'elenc original juntament amb el de l'última temporada.
Aquesta sèrie va arribar al final el 16 d'abril, després de 204 capítols i d'una manera força inesperada per al públic, després de l'èxit del capítol especial emès en directe.
La sèrie es va acabar el 2006, després del lògic desgast produït pel pas del temps i també pel fet que cada vegada més actors "fixos" van deixar clar en algunes entrevistes que preferien tornar al teatre.

## Temporades[3]
| Temporada | 1r capítol | Últim capítol | N. de capítols |
| --------- | ---------- | ------------- | -------------- |
| Primera   | 1          | 26            | 26             |
| Segona    | 27         | 54            | 28             |
| Tercera   | 55         | 78            | 24             |
| Quarta    | 79         | 86            | 9              |
| Cinquena  | 87         | 100           | 14             |
| Sisena    | 101        | 113           | 13             |
| Setena    | 114        | 126           | 13             |
| Vuitena   | 127        | 139           | 13             |
| Novena    | 140        | 152           | 13             |
| Decena    | 153        | 166           | 14             |
| Onzena    | 167        | 179           | 13             |
| Dotzena   | 180        | 191           | 12             |
| Tretzena  | 192        | 204           | 13             |
|           |            |               |                |